# 愛慾修道院
《愛慾修道院》是由曼紐·迪·奧立維亞執導的1995年電影，凱撒琳·丹尼芙和約翰·馬可維奇主演，根據阿古絲蒂娜·貝薩-露薏絲1994年的小說改編。此片曾入圍第48屆坎城影展。

## 劇情概要
傳說中貞節的淑女也經不起誘惑的挑逗，本片所描述的是一個因妒忌而展開，有關靈與慾的惡魔神諭。
邁可敎授是美國學者，專攻莎士比亞文學。應工作所需，偕妻子海倫自巴黎前往葡萄牙的阿拉碧達修道院找尋寳貴資料。修道院的管理者波塔惟恐天下不亂，海倫的神祕深深吸引了波塔，波塔爲了轉移邁可的注意力，建議敎授僱請年輕貌美的皮耶黛爲助理。海倫發現丈夫爲了工作而忽略了她，加上皮耶黛的介入，更使修道院內衆人的關係更加緊張。而這正符合了波塔的邪惡本質，以及海倫爲了愛而放任自己被妒意操縱的人性衝突。於是，修道院的寧靜越來越詭異，平靜的表象中升起一連串毀滅性的意外......
對戀人而言，妒忌是最具煽動性的示愛方式。導演認爲，正因爲人類相信「妒忌」的荒謬性，於是「惡魔便巧巧地控制了馴服的愛情」。

## 登場角色
- 凱撒琳·丹尼芙 飾 海倫
- 約翰·馬可維奇 飾 邁可·帕多維克
- 路易士·米格爾·辛特拉（英语：Luís Miguel Cintra） 飾 波塔
- 蕾歐諾·西爾薇拉（英语：Leonor Silveira） 飾 皮耶黛
- Duarte de Almeida 飾 巴爾塔撒
- Heloísa Miranda 飾 貝爾塔
- Gilberto Gonçalves 飾 漁夫

## 外部連結
- 互联网电影数据库（IMDb）上《愛慾修道院》的资料（英文）
- AllMovie上《愛慾修道院》的资料（英文）
- 爛番茄上《愛慾修道院》的資料（英文）
- 開眼電影網上《愛慾修道院》的資料（繁體中文）